# Pierres de Jelling
Les pierres de Jelling sont deux pierres runiques situées à Jelling, au Danemark. Elles sont inscrites depuis 1994 sur la liste du Patrimoine mondial de l'Unesco. Elles se composent de la petite pierre de Jelling et de la grosse pierre de Jelling.
La petite et la grosse pierre de Jelling furent érigées au Xe siècle, respectivement par le roi Gorm l'Ancien et Harald à la dent bleue, son fils. Servant principalement à honorer les défunts, des pierres runiques furent érigées partout sur le territoire scandinave. La petite pierre de Jelling honore Thyra du Danemark, la femme du roi Gorm, alors que la grosse pierre, érigée beaucoup plus tard, souligne la vie des parents d’Harald à la dent bleue, sa conquête du Danemark et de la Norvège, ainsi que la conversion des Danois au christianisme. Ces monuments à caractère commémoratif se placent dans une période de changements sociaux et culturels, avec l’arrivée de la foi chrétienne et la conversion à cette nouvelle religion.
Les pierres de Jelling sont des sources importantes dans l’étude de la Scandinavie médiévale, par leur style artistique, l’écriture utilisée, leur contenu, le contexte dans lesquels elles furent érigées, ainsi que leurs commanditaires respectifs.

## Contexte
La fin du Xe siècle marqua des changements importants dans la tradition. Selon Anne-Sofie Gräslund, les pierres de Jelling, érigées en 960 par le roi danois Harald à la dent bleue, marquèrent un changement important dans la création de pierres runiques ; une influence qui affecta l’érection de pierres tout au long du XIe siècle. L’inscription trouvée sur les pierres de Jelling devint standardisée pour les monuments du XIe siècle.
La première ligne énonce en l’honneur de qui la pierre fut érigée, qui la commandita et que fut le lien entre lui et la personne honorée ainsi. La seconde ligne souligne les qualités admirables du défunt ou de la personne ayant commandité la pierre. Un nouvel élément s’ajoutant aux inscriptions des pierres runiques à partir du Xe siècle est la mention de conversion à la religion chrétienne. Selon les études archéologiques, les pierres runiques à caractère chrétien manifestent cette nature de deux manières différentes soit à travers une croix chrétienne ou une prière incorporée au texte. L’inscription sur la grosse pierre de Jelling souligne l’exploit de Harald à la dent bleue qui « fit chrétien les Danois ». Cette partie de l’inscription semble donc placer les pierres de Jelling après la conversion du Danemark à la foi chrétienne.
L’écriture runique utilisée sur les pierres de Jelling est une forme modernisée. En effet, l’écriture runique subit des modifications durant les VIIe et VIIIe siècles : elle passe d’un alphabet de 24 signes à 16 signes. Ce nouvel alphabet à 16 signes fut utilisé dans la production des pierres runiques du Xe et XIe siècles, tout particulièrement au Danemark. Un second élément particulier dans ces monuments est la bande zoomorphique de runes scandinaves, décoration que les pierres de Jelling standardiseront. Les pierres runiques comblent le vide laissé par le peu de sources écrites conservées jusqu’à nous. L’étude des bandes zoomorphiques permet donc de mieux comprendre l’évolution des pierres runiques d’avant et d’après la conversion. Il faut prendre en considération, ici, l’influence de la société sur les créateurs des pierres runiques ainsi que de leurs commanditaires. Cette approche où ces monuments commémoratifs suivent les aléas de la société permit le développement d’une approche facilitant la datation des pierres du sud et du centre de la Scandinavie. Les recherches semblent indiquer que l’évolution des pierres runiques ne se fit pas sur une base régionale, mais bien chronologique. Les pierres suédoises de la région de l’Uppland présentent un élément important dans l’étude des pierres runiques : 1 400 pierres sur un total de 2 400 se situent sur le territoire suédois et 50 % de celle-ci comportent une croix chrétienne. La présentation de croix chrétiennes semble être une habitude plus fréquente dans les plus vieilles pierres. Une des questions les plus complexes entourant les pierres runiques est de différencier celles créées dans un contexte païen de celles faites après la conversion.

## Signification
Les pierres runiques possèdent une signification commémorative importante. Selon Birgit Sawyer, on a cru, pendant un certain temps, que le mouvement de création de pierres runiques a été causé par les raids vikings. Selon elle, les pierres en rapport aux raids vikings, commémorant des individus morts à l’étranger, ne représentent qu’une petite partie de ces monuments. Les pierres runiques soulignant les voyages vikings et les expéditions commerciales semblent avoir accaparé l’attention de la majorité des pierres qui, quant à elles, honorent des individus ayant vécu, travaillé et morts en Scandinavie. Sawyer explique comment les théories d’Erik Moltke et de Sven B. F. Jansson influencèrent cette pensée : selon eux, les raids vikings furent la clé du mouvement d’érection des pierres runiques. Birgit Sawyer s’oppose à cette pensée en établissant une distinction entre les pierres runiques et ce qu’elle appelle les « pierres de voyage ». Ces dernières, selon elle, n’auraient pas pu influencer la création des pierres runiques érigées au XIe siècle. En effet, plusieurs voyages ne furent pas commémorés par des pierres runiques. Il semble donc que la fréquence à laquelle ce genre de monument fut érigé durant le XIe siècle ne découle pas des quelques pierres qui furent érigées durant les raids vikings.
Un second élément à prendre en considération derrière l’érection de pierres runiques est la christianisation de la Scandinavie. Il est possible que les pierres runiques aient servi de médium afin de véhiculer la conversion à une nouvelle foi religieuse. Sur un plan plus social, il est possible qu’elles aient pu combler un certain besoin sentimental des individus nouvellement convertis à la religion chrétienne, souhaitant préserver leurs anciennes traditions, honorèrent leur défunt par des pierres runiques, et ce même s’ils furent enterrés dans des cimetières chrétiens. Sawyer souligne ici le fait que certaines pierres runiques furent déplacées de leur emplacement original vers des cimetières chrétiens. Ceci mène à croire que les pierres runiques datant du XIe siècle servirent à compenser le manque d’églises et de cimetières consacrés en Scandinavie. Dans la région de l’Uppland, les églises et cimetières chrétiens firent leur apparition beaucoup plus tard que dans le sud et l’ouest de la Scandinavie : plusieurs pierres runiques servirent donc de pierres tombales chrétiennes à même des cimetières païens. La conversion à la foi chrétienne fut un changement drastique sur le plan des coutumes funéraires. En effet, les habitudes d’inhumations chrétiennes plus modestes exigeant que le défunt ne soit pas enterré avec des outils, des armes et des bijoux démontrant son statut social dépareillèrent avec les coutumes païennes visant à souligner la place du défunt dans la société. La création de pierres runiques, tout en comblant le manque de sites funéraires consacrés, put aussi servir de commémorations plus ostentatoires.
Les pierres de Jelling semblent donc se placer dans un nouveau mouvement pensé avec la conversion à la religion chrétienne. Ces monuments soulignant la conversion du Danemark par Harald à la dent bleue se placent à la limite entre les traditions païennes vikings et l’adoption de la nouvelle foi chrétienne. Selon Birgit Sawyer, la distribution des caractéristiques régionales peut refléter l’évolution de la conversion à la foi chrétienne. Au Danemark, les pierres runiques furent érigées sur une courte période de temps soit peu avant ou après l’an 1000. L’étude des styles artistiques de ces pierres indique un nombre plus ou moins égal de pierres païennes et chrétiennes. Ceci concorde avec le fait que la chrétienté fut imposée par un roi ayant une autorité fiable et reconnue sur son peuple : un système aussi stable permit une transition plus courte au Danemark vers la religion chrétienne. En Suède, par contre, la faiblesse, parfois l’absence, d’autorité royale, rendit la transition bien plus longue qu’au Danemark. Les besoins sociaux et religieux ne peuvent pas expliquer le phénomène des pierres runiques dans son entièreté : les pierres runiques servirent aussi à souligner les commanditaires de ces dits monuments.

## Petite pierre de Jelling
Certaines incertitudes planent autour des pierres de Jelling, tout particulièrement la plus petite. En se fiant aux études faites sur les pierres de Jelling, certains éléments de la petite pierre mènent à croire qu’elle ne fut pas érigée par le roi Gorm, mais bien par Harald à la dent bleue, son fils. Un des éléments remettant en question l’implication du roi Gorm dans la création de la petite pierre de Jelling se situe sur le plan linguistique et orthographique. En effet, la petite pierre de Jelling présente des marqueurs d’espacement, ce que la grosse pierre ne possède pas. Aussi, la petite pierre possède une orthographe monographique dénotant des monophtongues : cette structure orthographique se veut plus récente que l’orthographe digramme de la grosse pierre dénotant des diphtongues. Ainsi, la structure de l’orthographe de la petite pierre semble être plus récente que celle de la grosse pierre.
Un autre élément remettant en question l’implication du roi Gorm est l’épithète « danarmarkbót » à la fin de l’inscription de la petite pierre de Jelling. Cette inscription, dans son ensemble, est dédiée à Thorvi, la femme du roi Gorm. Par contre, cette partie de l’inscription peut être interprétée de deux manières différentes. La première traduit « danarmarkbót » par « gloire au Danemark » alors que la seconde dit « Amélioration du Danemark ». Selon monsieur Régis Boyer, « danarmarkbót » réfère à Thorvi, la femme du roi Gorm. Prenant en considération que la petite pierre fut érigée en l’honneur de Thorvi, Boyer vient à penser qu’il est difficile d’envisager l’expression « danarmarkbót » autrement que par une formule honorifique dédiée à Thorvi. Il appuie son argument sur différentes expressions orientées vers les femmes : « bekkjarbót », par exemple, se traduisant par « gloire du banc », réfère à la plus belle femme présente dans la salle commune « skàldi ». Birgit Sawyer souligne ici la rareté de pierres runiques honorant des femmes. En effet, des 177 pierres runiques présentes sur le territoire danois, seulement 12 commémorent des femmes. Sur ces 12, 10 n’honorent que des femmes tandis que seulement deux soulignent des hommes et des femmes. Ainsi, les femmes ayant mérité l’érection d’une pierre runique en leur honneur durent être particulières. Selon Sawyer, les femmes honorées d’une telle manière firent toutes partie des plus hautes sphères de la société. Afin de déterminer l’importance historique de la reine Thorvi, il faut se tourner vers d’autres sources. Les travaux de Saxo Grammaticus de Sven Aggesen et de leurs collègues islandais se penchèrent tous sur le règne d’Harald à la dent bleue et de ses efforts autour de la construction du site de Jelling. Saxo et Aggesen donnent tous les deux une description différente de l’implication de la reine Thorvi dans la gestion du Danemark auprès de son mari, mais semblent s’entendre sur le fait qu’Harald désirait honorer sa mère, et non ses deux parents, à travers la grosse pierre de Jelling. Selon Aggesen, Harald dut interrompre la création d’une telle pierre à cause d’une révolte contre sa personne. Saxo, quant à lui explique que ce fut à cause du projet de construction d’une pierre honorant la reine Thorvi qu’une révolte éclata. Les informations offertes par ces deux sources mènent à croire que la petite pierre de Jelling aurait une nature un peu plus politique. Si la pierre ne servit pas à honorer la reine Thorvi directement, à quoi servit-elle ? En suivant cette pensée, il est possible qu’Harald à la dent bleue fît ériger la petite pierre de Jelling sous le nom de son père afin qu’il puisse légitimer son règne auprès de la population danoise.
Inscription en runique :
(côté A) ᛬ ᚴᚢᚱᛘᛦ ᛬ ᚴᚢᚾᚢᚴᛦ ᛬

᛬ ᚴ(ᛅᚱ)ᚦᛁ ᛬ ᚴᚢᛒᛚ ᛬ ᚦᚢᛋᛁ ᛬

᛬ ᛅ(ᚠᛏ) ᛬ ᚦᚢᚱᚢᛁ ᛬ ᚴᚢᚾᚢ

(côté B) ᛬ ᛋᛁᚾᛅ ᛬ ᛏᛅᚾᛘᛅᚱᚴᛅᛦ ᛬ ᛒᚢᛏ ᛬

(côté A) : kurmR : kunukR :

᛬ k(ar)þi : kubl : þusi :

᛬ a(ft) : þurui : kunu

(côté B) | sina | tanmarkaR | but |
« tanmarkaR » est le Danemark.

## Grosse pierre de Jelling
Transcription des inscriptions en runique sur la grosse pierre :
Note : la transcription suit les usages traditionnels.
- ᚼᛅᚱᛅᛚᛏᚱ᛬ᚴᚢᚾᚢᚴᛦ᛬ᛒᛅᚦ᛬ᚴᛅᚢᚱᚢᛅ
- haraltr:kunukʀ:baþ:kaurua
- « Le roi  Harald fit faire »

- ᚴᚢᛒᛚ᛬ᚦᛅᚢᛋᛁ᛬ᛅᚠᛏ᛬ᚴᚢᚱᛘ ᚠᛅᚦᚢᚱ ᛋᛁᚾ
- kubl:þausi:aft:kurm faþur sin
- « Ces stèles pour Gorm son père »

- ᛅᚢᚴ ᛅᚠᛏ᛬ᚦᚨᚢᚱᚢᛁ᛬ᛘᚢᚦᚢᚱ᛬ᛋᛁᚾᛅ᛬ᛋᛅ
- auk aft:þąurui:muþur:sina:sa
- « et, ce pour Thyra sa mère »

- ᚼᛅᚱᛅᛚᛏᚱ ᛁᛅᛋ᛬ᛋ<ᚨ>ᛦ᛫ᚢᛅᚾ᛫ᛏᛅᚾᛘᛅᚢᚱᚴ
- haraltr ias:s<ą>ʀ·uan·tanmaurk
- « Harald conquit le Danemark »

- ᛅᛚᛅ᛫ᛅᚢᚴ᛫ᚾᚢᚱᚢᛁᛅᚴ
- ala·auk·nuruiak
- « entier et la Norvège »

- ᛫ᛅᚢᚴ᛫ᛏᛅᚾᛁ᛫<ᚴᛅᚱᚦᛁ᛫>ᚴᚱᛁᛋᛏᚾᚨ
- ·auk·tani·<karþi·>kristną
- « et fit chrétiens les Danois . »

Les mots ou lettres illisibles mais restitués sont encadrés du chevron, conformément aux usages philologiques. Le point médian et les deux-points sont des séparateurs de mots.

### Copies
On peut trouver un fac simile de la pierre dans le site de Titus.
Il existe une copie en granite de cette pierre près de l'abbatiale Saint-Ouen de Rouen, offerte par la Fondation Carlsberg du Danemark à la ville de Rouen en 1911 à l'occasion des fêtes du millénaire normand,. Un autre copie se trouve également sur la place de la cathédrale d'Utrecht[Laquelle ?] depuis 1936, à l'occasion du trois-centième anniversaire de l'université d'Utrecht[réf. nécessaire].

## Harald à la dent bleue et le Danemark
Harald à la dent bleue fut roi du Danemark de 958 à 987 et fut un des dirigeants les plus marquants de son époque. La deuxième ligne de la grosse pierre de Jelling souligne qu’Harald « … gagna l’entièreté du Danemark pour lui-même ». Dans la plupart des cas, cette ligne est interprétée comme une unification du Danemark. Selon ElseRoesdahl, le fait qu’Harald à la dent bleue utilise le terme « Danemark » signifie que le royaume était déjà une entité politique reconnue au moment où il prit le pouvoir. Sur le plan historiographique, le peu de sources écrites rend difficile l’estimation de la date où le Danemark fut uni : les « Chroniques danoises », datant des années 1100, décrivent le Danemark sous Harald à la dent bleue comme étant déjà uni. L’étendue du territoire danois rendit la gestion de celui-ci[Quoi ?] : le Danemark médiéval était un large territoire séparé par de grandes étendues d’eau. Ainsi, une saine gestion de ce royaume devait se faire à travers un bon réseau de navigation. À la fin du VIIIe siècle, les Danois étaient déjà perçus comme étant la force politique la plus puissante en Scandinavie. Par contre, le système de succession de la famille royale affaiblit grandement l’autorité de cette famille : le nouveau roi était choisi, mais chaque membre de la famille royale pouvait prétendre au trône créant ainsi d’importantes guerres intestines. Cette instabilité se poursuivit tout au long de la seconde moitié du IXe siècle. Ce fut le roi Gorm qui, au Xe siècle, réussit à stabiliser le pouvoir royal au Danemark.
Ainsi, le règne d’Harald à la dent bleue se plaça dans une période de structuration du pouvoir. Les travaux de lui et de son père contribuèrent au renforcement du pouvoir royal danois. Une importante période de changements économiques, culturels et sociaux au Danemark prit place sous le règne d’Harald à la dent bleue : il introduisit des navires-cargo à la flotte danoise à côté des vaisseaux de guerre et de transport. Ce nouveau type d’embarcation mena à une croissance importante du commerce encourageant aussi le développement, voire la création, de nouvelles villes. La monnaie danoise, à l’opposé d’argent non frappé, devint chose plus courante sous le règne d’Harald. Sur le plan social et culturel, il y eut des changements importants dans la construction de monuments en l’honneur du roi qui devinrent plus grands et soulignèrent davantage son autorité. Ce fut aussi sous le règne d’Harald à la dent bleue que la production de pierres runiques augmenta. Une chose à savoir avec son règne est que celui-ci fut marqué par une certaine instabilité. Jouant entre tradition et innovation, il s’attira les foudres de certains de ses sujets n’approuvant pas toujours ses initiatives. Une des réussites les plus importantes d’Harald à la dent bleue fut la conversion du Danemark en 956. Le passage de la grosse pierre de Jelling soulignant cet acte semble indiquer que la conversion à la foi chrétienne fut presque immédiate. Monsieur Stefan Brink remit en question le poids historique de cet acte. Selon lui, le passage de la pierre spécifiant que Harald « fit chrétien les Danois » se rapporte davantage à un mouvement sociopolitique qui prit place le moment où l’adoption de la religion chrétienne devint officielle au Danemark. Brink appuie ceci sur le fait que l’adoption de cette nouvelle foi n’apporta pas de changements directs à la société, mais bien des transitions sur une longue période de temps : les chefs de clan continuèrent de représenter une élite sociale importante et le culte communautaire se poursuivit pendant un certain temps. Cette nouvelle religion joua en l’avantage du roi sur plusieurs fronts le premier étant que sa structure hiérarchisée permit d'appuyer, voire renforcer, le pouvoir centralisé établit au Danemark. Le second avantage concerna probablement les relations tumultueuses que le Danemark avait avec le Saint Empire germanique. Une conversion générale à la foi chrétienne permit probablement à Harald d’offrir une opposition aux politiques expansionnistes de l’empereur Otto Ier.

## D'un site païen à un site chrétien
Le site de Jelling ne s’arrête pas qu’à ses deux pierres runiques. En effet, le site commémoratif érigé en l’honneur du roi Gorm et de sa femme consista en un honneur fait par Harald à la dent bleue envers ses parents, mais souligna aussi la conversion du Danemark au christianisme ainsi que le pouvoir du roi. Dans son ensemble, le site de Jelling se concentre sur la représentation du pouvoir, de l’identité ainsi que de la tradition scandinave dans le cadre de la conversion à la foi chrétienne. Ce site fut, à l’origine, un site païen qui fut agrandi et converti en un site chrétien de très grande envergure : certaines structures, dont un important manoir dont l’emplacement est toujours inconnu, servirent probablement à l’exercice du pouvoir, de la religion voire de la justice.
Le monument de Jelling fut probablement construit en trois phases s’étendant sur une période de 30 ans soit de 940 à 970. La première phase de construction du site de Jelling marqua l’érection d’un bateau de pierre de 170 mètres de longueur avec, à son extrémité, un monticule datant de l’âge du bronze. La fonction de ce site païen nous est encore inconnue : une des possibilités gravitant autour de ce site est que celui-ci fut construit par le roi Gorm afin d’honorer sa femme. La seconde phase de développement du site de Jelling consiste en un important agrandissement. Le monticule nord fut érigé, celui-ci étant le plus grand du Danemark. Ce monticule couvrit celui de l’âge du bronze ainsi que la pointe nord du bateau de pierre. Les recherches archéologiques faites sur le monticule nord, principalement l’analyse des runes ainsi que la datation de la chambre funèbre, ceci incluant la dépouille qui y fut retrouvée, menèrent à croire que ce monticule fut la tombe érigée par Harald à la dent bleue. La troisième et dernière phase de développement du site de Jelling prit place 5 à 7 ans après la mort du roi Gorm soit vers les alentours de l’an 965. Cette troisième phase est celle reliée à la conversion du Danemark au christianisme. Les travaux parurent plus longs : ils s’étendirent sur une période de 10 ans et inclurent la construction d’une église en bois ainsi que de la grosse pierre de Jelling.

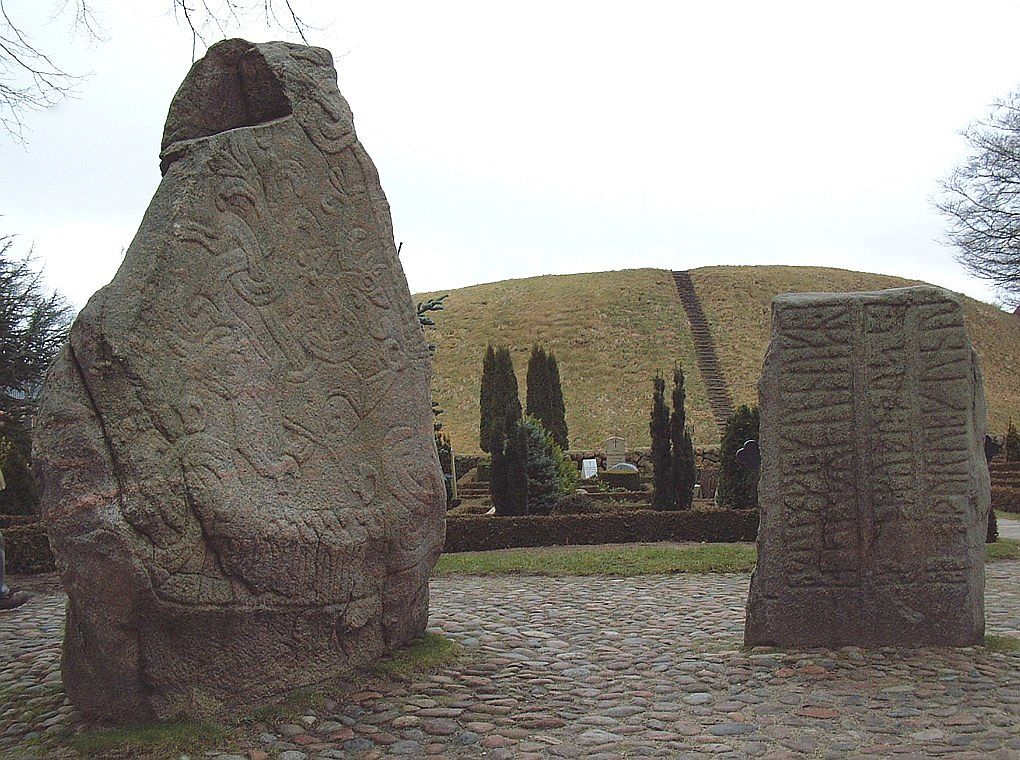
Les deux pierres runiques de Jelling
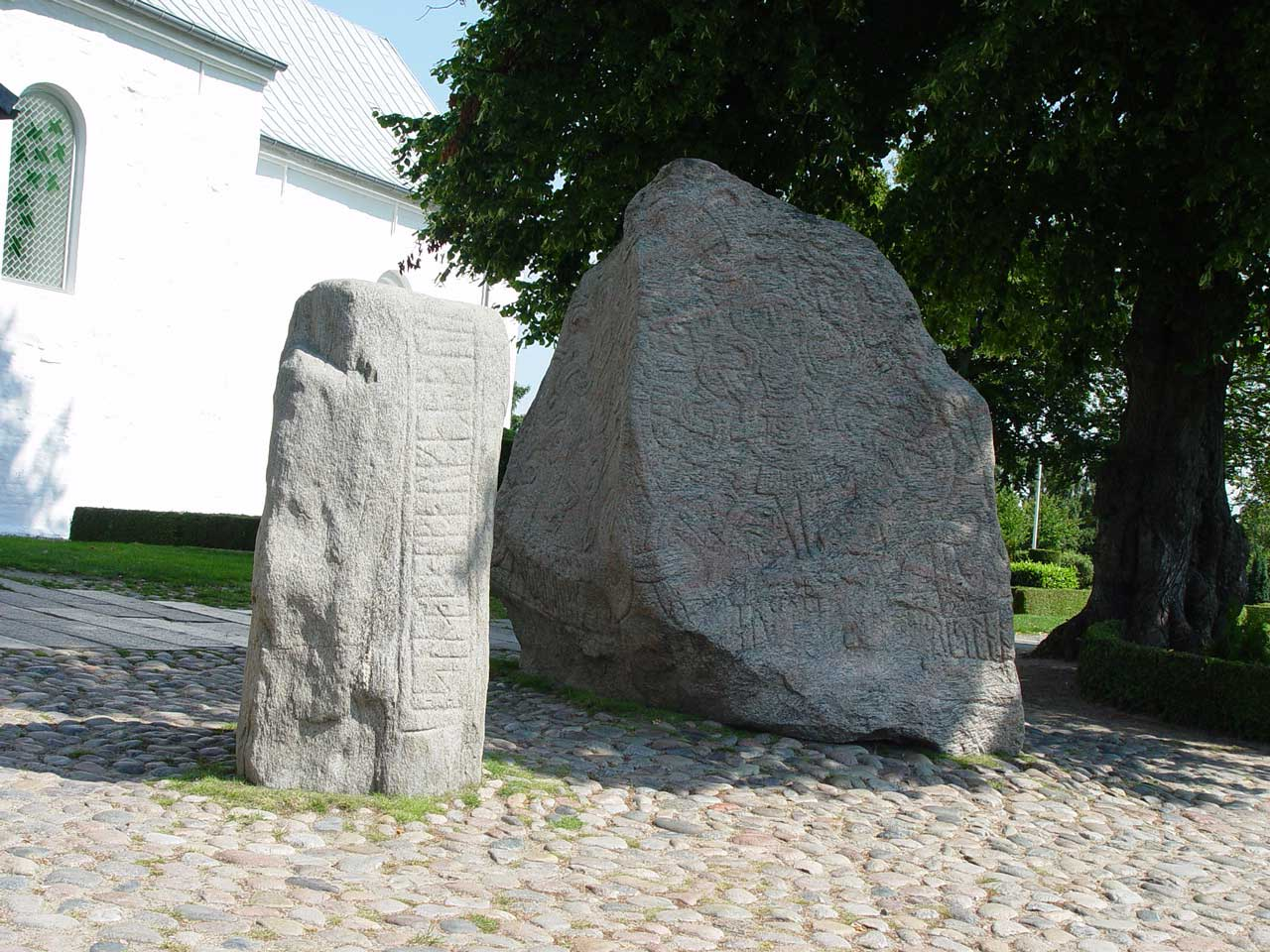
Pierre runique de Gorm l'Ancien et Thyra
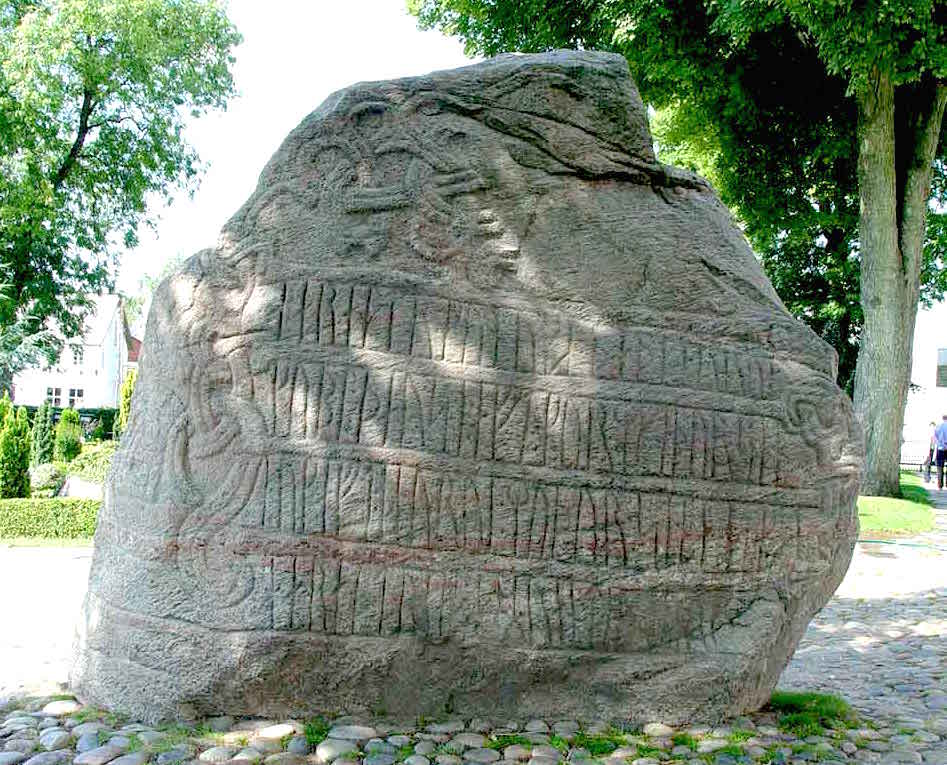
Face avec les inscriptions runiques sur la grosse pierre de Jelling.
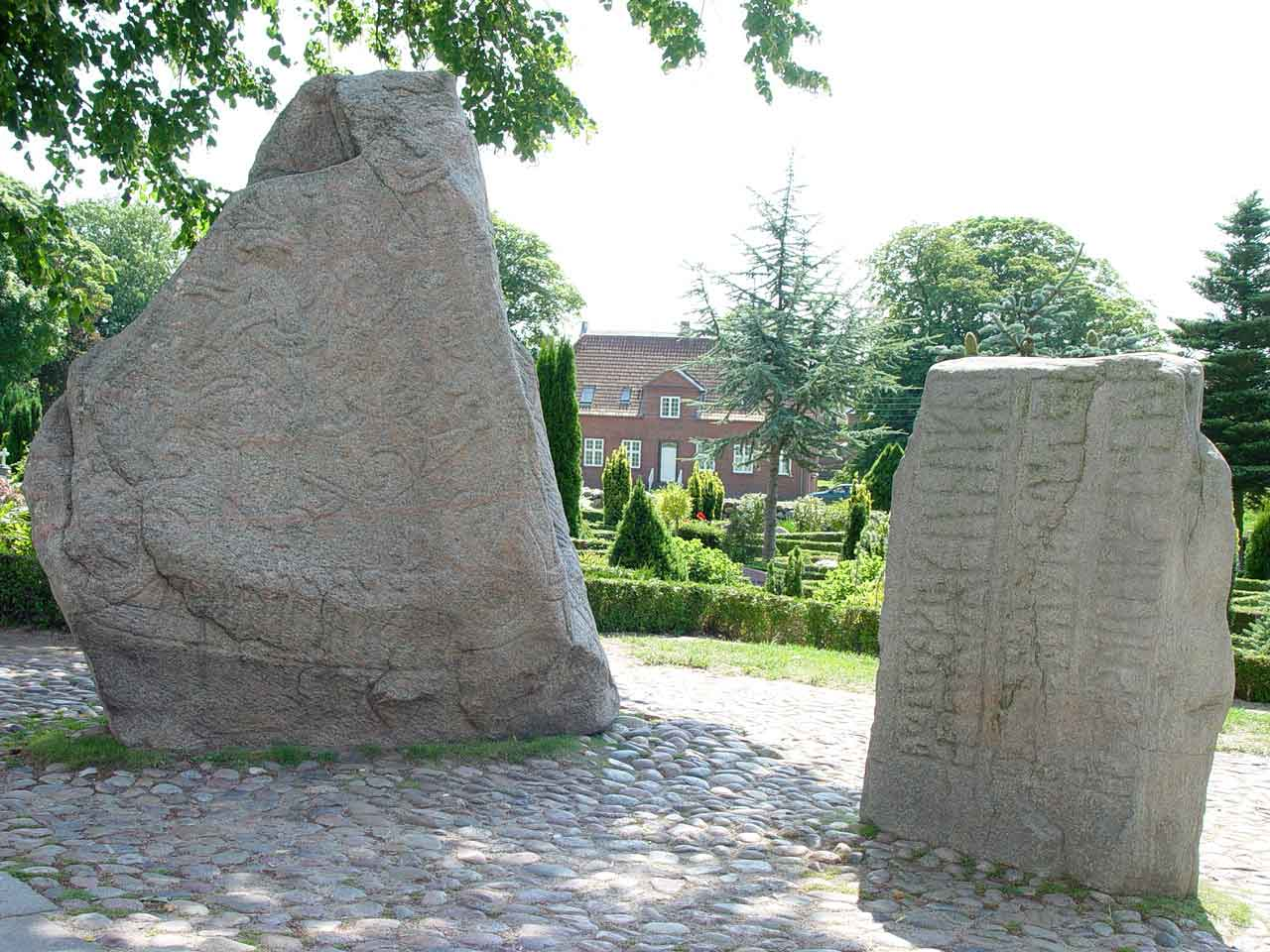
Dos des deux pierres runiques de Jelling

## Accès
Les pierres sont exposées en vitrine à l'extérieur. Elles sont accessibles à n'importe quelle heure, mais la forte luminosité rend les runes quasi-invisibles. Il est nécessaire de privilégier la fin de journée ou la nuit pour bien voir les inscriptions. Il y a un éclairage nocturne. L'église et un musée en libre-accès se trouvent à côté avec leurs propres horaires d'ouverture.